# NGC 3018
NGC 3018 este o galaxie spirală situată în constelația Sextantul. A fost descoperită în 10 martie 1880 de către Édouard Stephan⁠(d). Se află la o distanță de 26 de megaparseci de Pământ.